# WrestleMania VIII
WrestleMania VIII var den ottende udgave af pay-per-view-showet WrestleMania produceret af World Wrestling Federation. Det fandt sted 5. april 1992 fra Hoosier Dome i Indianapolis, Indiana og var således det sidste WrestleMania-show, der blev afholdt på et stadium, indtil WrestleMania X-Seven. 
Selvom der på programmet var en VM-titelkamp mellem den regerende verdensmester Ric Flair og Randy Savage, var showets main event en kamp mellem Hulk Hogan og Sid Justice. Kampen gik ikke, som WWF ellers havde planlagt: Det var meningen, at Papa Shango skulle løbe ind i ringen og angribe Hulk Hogan, hvilket ville få Sid Justice diskvalificeret, men han missede sit vink til at gøre det, og Sid Justice blev nødt til at komme op fra Hogans ellers stensikre finishing move. Justices manager, Harvey Wippleman, løb i stedet for ind i ringen lidt senere, og dommeren diskvalificerede Justice. 
Det var ellers oprindeligt planen, at showets main event skulle være en VM-titelkamp mellem Ric Flair og Hulk Hogan. Det havde uden tvivl været en sand drømmekamp ved WrestleMania, eftersom Hulk Hogan havde været den ubestridte superstjerne i World Wrestling Federation i 1980'erne, og Ric Flair havde domineret wrestlingringen i National Wrestling Alliance i samme periode. Med Ric Flairs ankomst til WWF i 1991 og efter hans VM-titelsejr i årets Royal Rumble, var Ric Flair og Hulk Hogan for første gang ved et WrestleMania samtidig. Det er usikkert, hvad der fik WWF til at ændre planer mht. drømmekampen. I stedet for blev Flair-Hogan-kampen først afholdt i World Championship Wrestling i sommeren 1994 ved WCW's Bash at the Beach, hvor Hulk Hogan besejrede Ric Flair i en kamp om WCW World Heavyweight Championship. 

## Resultater
- Shawn Michaels (med Sensational Sherri) besejrede El Matador
- The Undertaker (med Paul Bearer) besejrede Jake Roberts
- WWF Intercontinental Championship: Bret Hart besejrede Roddy Piper
  - Bret Hart vandt dermed titlen fra Roddy Piper.
- Big Boss Man, Virgil, Sgt. Slaughter og Hacksaw Jim Duggan besejrede Nasty Boys (Brian Knobbs og Jerry Sags), Repo Man og The Mountie (med Jimmy Hart)
- WWF Championship: Randy Savage (med Miss Elizabeth) besejrede Ric Flair (med Mr. Perfect)
  - Randy Savage vandt dermed VM-titlen for anden gang.
- Tatanka besejrede Rick Martel
- WWF World Tag Team Championship: Natural Disasters (Earthquake og Typhoon) besejrede Money Inc. (Ted DiBiase og Irwin R. Schyster) (med Jimmy Hart) 
  - Money Inc. blev talt ud af dommeren, og trods nederlaget var de i stand til at forsvare VM-bælterne.
- Owen Hart besejrede Skinner
- Hulk Hogan besejrede Sid Justice (med Harvey Wippleman) via diskvalifikation.
  - Sid Justice blev diskvalificeret, da hans manager angreb Hulk Hogan.
  - Wippleman og Justice fortsatte sammen med Papa Shango med at angribe Hulk Hogan, indtil Ultimate Warrior gjorde sit comeback til wrestling og løb ind i ringen og hjalp Hogan.

| Sport | Spire Denne artikel om sport er en spire som bør udbygges. Du er velkommen til at hjælpe Wikipedia ved at udvide den. |